# Luca Miniero
Luca Miniero (né le 17 janvier 1967  à Naples) est un réalisateur et scénariste italien.

## Biographie
Né à Naples, Luca Miniero passe son adolescence dans le quartier Arenella. Il étudie les lettres modernes à l'université de Naples. Il commence à travailler à Milan signant des campagnes publicitaires pour des marques italiennes et internationales et est récompensé pour les publicités de Canon, la Rai, Enel, Opel et Ballarò. Il co-réalise en 1998, avec son ami Paolo Genovese, son premier court métrage, Incantesimo napoletano, qui est nommé, en 1999, pour le David di Donatello du meilleur court métrage. 
En 2002, il réalise son premier long métrage Incantesimo napoletano adapté du court métrage de 1998, et également co-réalisé avec Paolo Genovese.

## Filmographie

### Comme réalisateur
- 1998 : Incantesimo napoletano (court métrage, co-réalisé avec Paolo Genovese)
- 1998 : La scoperta di Walter (court métrage, co-réalisé avec Paolo Genovese)
- 1999 : Piccole cose di valore non quantificabile (it) (court métrage, co-réalisé avec Paolo Genovese)
- 2002 : Coppia (it) (court métrage, co-réalisé avec Paolo Genovese)
- 2002 : Incantesimo napoletano (co-réalisé avec Paolo Genovese)
- 2005 : Nessun messaggio in segreteria (it) (co-réalisé avec Paolo Genovese)
- 2008 : Questa notte è ancora nostra (it) (co-réalisé avec Paolo Genovese)
- 2010 : Benvenuti al Sud
- 2010 : Un bravo ragazzo
- 2010 : Non è un gioco
- 2012 : Benvenuti al Nord
- 2012 : Il sogno di Armando (court métrage)
- 2014 : Un boss in salotto (it)
- 2014 : La scuola più bella del mondo (it)
- 2016 : Non c'è più religione (it)
- 2018 : Sono tornato
- 2019 : Attenti al gorilla (it)
- 2022 : Tutti a bordo (it)

### Comme scénariste
- 1998 : Incantesimo napoletano (court métrage, co-réalisé avec Paolo Genovese)
- 1998 : La scoperta di Walter (court métrage, co-réalisé avec Paolo Genovese)
- 1999 : Piccole cose di valore non quantificabile (court métrage, co-réalisé avec Paolo Genovese)
- 2002 : Coppia (court métrage, co-réalisé avec Paolo Genovese)
- 2002 : Incantesimo napoletano (co-réalisé avec Paolo Genovese)
- 2005 : Nessun messaggio in segreteria (co-réalisé avec Paolo Genovese)
- 2008 : Questa notte è ancora nostra (co-réalisé avec Paolo Genovese)
- 2010 : Benvenuti al Sud
- 2012 : Benvenuti al Nord
- 2012 : Il sogno di Armando (court métrage)
- 2012 : Una famiglia perfetta de Paolo Genovese
- 2014 : Un boss in salotto
- 2014 : Fratelli unici d'Alessio Maria Federici
- 2014 : La scuola più bella del mondo
- 2016 : Non c'è più religione
- 2018 : Sono tornato